# Сторожовцы
Сторожовцы (бел. Старажоўцы) — деревня в Ричёвском сельсовете Житковичского района Гомельской области Белоруссии.

## География

### Расположение
В 31 км на юг от районного центра и железнодорожной станции Житковичи (на линии Лунинец — Калинковичи), 264 км от Гомеля.

## Гидрография
На реке Сцвига (приток реки Припять).

## Транспортная сеть
Транспортные связи по просёлочной, затем автомобильной дороге Туров — Лельчицы. Планировка состоит из криволинейной улицы, близкой к широтной ориентации, к которой с севера присоединяются прямолинейные улицы, пересекаемые 2 короткими улицами. Застройка преимущественно деревянная, усадебного типа.

## История
Обнаруженные археологами курганный могильник (4 насыпи, вдоль реки) и поселение раннего железного века (в 0,5 км, на другом берегу реки) свидетельствуют о заселении этих мест с давних времён. В деревне находился один из Туровских крестов (изготовлен из камня, относиться к временам принятия христианства). Согласно письменным источникам известна с XVI века как деревня в Пинском повете Берестейского воеводства Великого княжества Литовского. Была одним из пунктов защиты Турова от врагов. В 1497 году 3 сентября упоминается в письме старосты Туровского Криштофа Клишовского в Покровскую церковь о рыбных ловах. Действовали монастырь, церковь (в ней хранились метрические книги с 1785 года, а с 1840 года — прочие церковные документы).
После 2-го раздела Речи Посполитой (1793 год) в составе Российской империи. В 1811 году село во владении казны. В 1816 году в составе Туровского казённого поместья. В 1843 года вместо обветшавшего было построено новое деревянное здание Покровской церкви, в которой находилась почитаемая в этих местах икона Пресвятой Богородицы. С 1884 года действовала школа, для которой в начале 1920-х годов передано национализированное здание. С 1896 года работала водяная мельница из сукнавальней. Согласно переписи 1897 года находились церковь, школа, кузница. В 1908 году в Туровской волости Мозырского уезда Минской губернии. В результате пожара 5 июня 1909 года сгорело 82 двора.
В 1929 году организован колхоз имени В. И. Ленина. Во время Великой Отечественной войны действовала подпольная организация (секретарь Н. Акулич). В августе 1941 года и марте 1944 года каратели полностью сожгли деревню и убили 30 жителей. На фронтах и в партизанской борьбе погибли 44 жителя, в память о погибших в 1967 году в центре деревни установлен обелиск. В составе колхоза имени XXII съезда КПСС (центр — деревня Ричёв). Действуют комбинат бытового обслуживания, смоловарня (в 3 км от деревни), 9-летняя школа, клуб, библиотека, фельдшерско-акушерский пункт, отделение связи, магазин.

## Население

### Численность
- 2004 год — 121 хозяйство, 278 жителей.

### Динамика
- 1811 год — 60 дворов.
- 1816 год — 205 жителей.
- 1866 год — 229 жителей.
- 1897 год — 363 жителя (согласно переписи).
- 1908 год — 69 дворов, 432 жителя.
- 1917 год — 583 жителя.
- 1925 год — 87 дворов.
- 1940 год — 89 дворов.
- 2004 год — 121 хозяйство, 278 жителей.